# 影絵

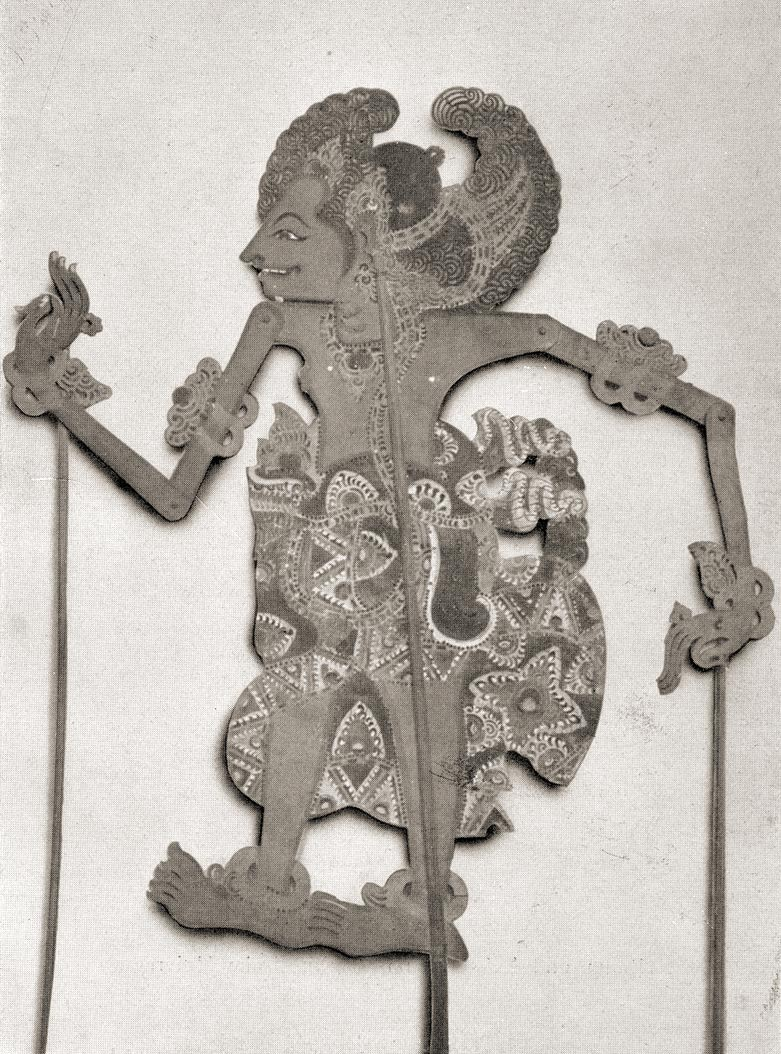
バリの影絵人形

影絵（かげえ）は、紙や木で作られた人形、または動物などに見立てた手など体の一部の後方から光を当てて、その影をスクリーンに投影したもの。また、それによって演じられる芝居。
影絵は多くの国で親しまれており、20以上の国々に影絵芝居の劇団がある。
影絵に使用される人形は光を透過する部分があって、色セロファンなどを貼り付けることで影に様々な色をつけることがある。また、関節が設けられていて簡単な操作ができるものが多い。

## 日本の影絵

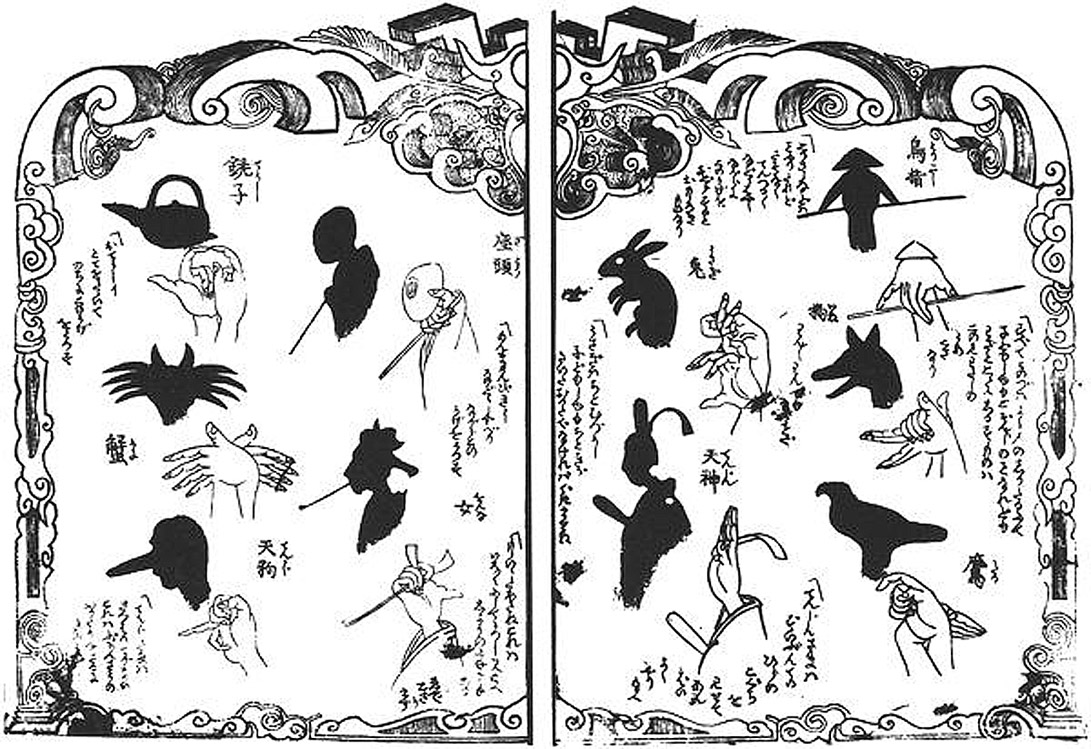
十返舎一九画『和蘭影絵 於都里伎』。影絵のやり方を指南するパロディ本

日本では影絵劇団の『木馬座』が有名で、全国興行のほかテレビ番組にもなっていた。その他『劇団角笛』などが知られている
。
手の形を組合わせて、イヌ・ネコ・キツネなど様々な影を表現するものを、手影絵という。手影絵によって演じる影絵芝居もある。江戸時代には、影絵を応用して走馬灯（回り灯篭）が流行した。ほかに、切り抜きの影絵（人型に切った紙に棒をつけたもの）、写し絵（障子に描いた絵を灯火で幕に映すもの）、阿波名物指人形（吉田春之助が明治に考案したが廃絶）などがある。
また、江戸時代に影絵一座や影絵売りが存在していた。
影絵を使ったパフォーマンスとして、早乙女太一とチームラボの合作による「龍と牡丹 - 剣舞／影絵」（2011年）がある。

## 中国の影絵
中国における影絵は、紀元前200年頃の漢時代に、薄い動物の皮を着色した人形を使った神降術の一種として採用されていた。北宋時代には大道演芸として存在した。
13世紀になると、元王朝とともにアジア大陸から中東まで影絵が伝わり、それぞれの地域に様々な形で根付いた。
中国の影絵人形は、革でできた操り人形が棒の先に括り付けられ、数々のおとぎ話や神話が演じられる形式である。

## その他の国の影絵
東南アジア・インドネシアの影絵芝居はワヤン・クリッWayang kulitとして有名である。ガムランの伴奏が付く。ワヤンは「影」クリッは「皮」を意味し、牛の皮で作成した人形を用いる。 
同様のものがマレーシアにもある。
タイの影絵芝居はナン・ヤイ(タイ語：หนังใหญ่ , Nang yai)と呼ばれる。
カンボジアでは、特に西部で影絵芝居が行われている。大型の人形を使う影絵芝居をスバエク・トムと言う。スバエク・トムはタイのナン・ヤイに似ている。かつて大きな仏教行事、とりわけ高僧の火葬儀礼に七日間から時には二週間もかけて夜ごと明け方まで連続上演をしたと言う。シェムリアップ州が発祥地だとされる。 
小型の手足の動かせる人形を使う影絵芝居をスバエク・トーイと言う。スバエク・トーイはタイのナン・タルン（タイ語：หนังตะลุง , Nang talung）やジャワ島のワヤンに似ている。
スバエクは、人や動物の皮、皮膚を意味する。
インドの影絵芝居は様々な名で呼ばれる。古い時代と現在で名前が異なるし、州によっても名が異なり、いろいろなものがある。
トルコの影絵芝居はカラギョズ（トルコ語：Karagöz）として知られる。カラギョズはトルコ語で「黒い瞳」を意味する。これは影絵芝居の主人公の名で、伝説によると14世紀にブルサの街でモスクを建設する実在の労働者だったされる。主人公の名が影絵芝居の名となった。オスマン帝国支配下で広く楽しまれた。カラギョスは2003年UNESCOにより無形文化財に指定された。ギリシアにはトルコのカラギョズに由来するカラギオジスもしくはカラギョージス（ギリシア語：Καραγκιόζης , Karagiozis , Karaghiozis)がある。
ジャワ島、バリ島、トルコ、インドなどでは神事芸能として行われている。

## 画像

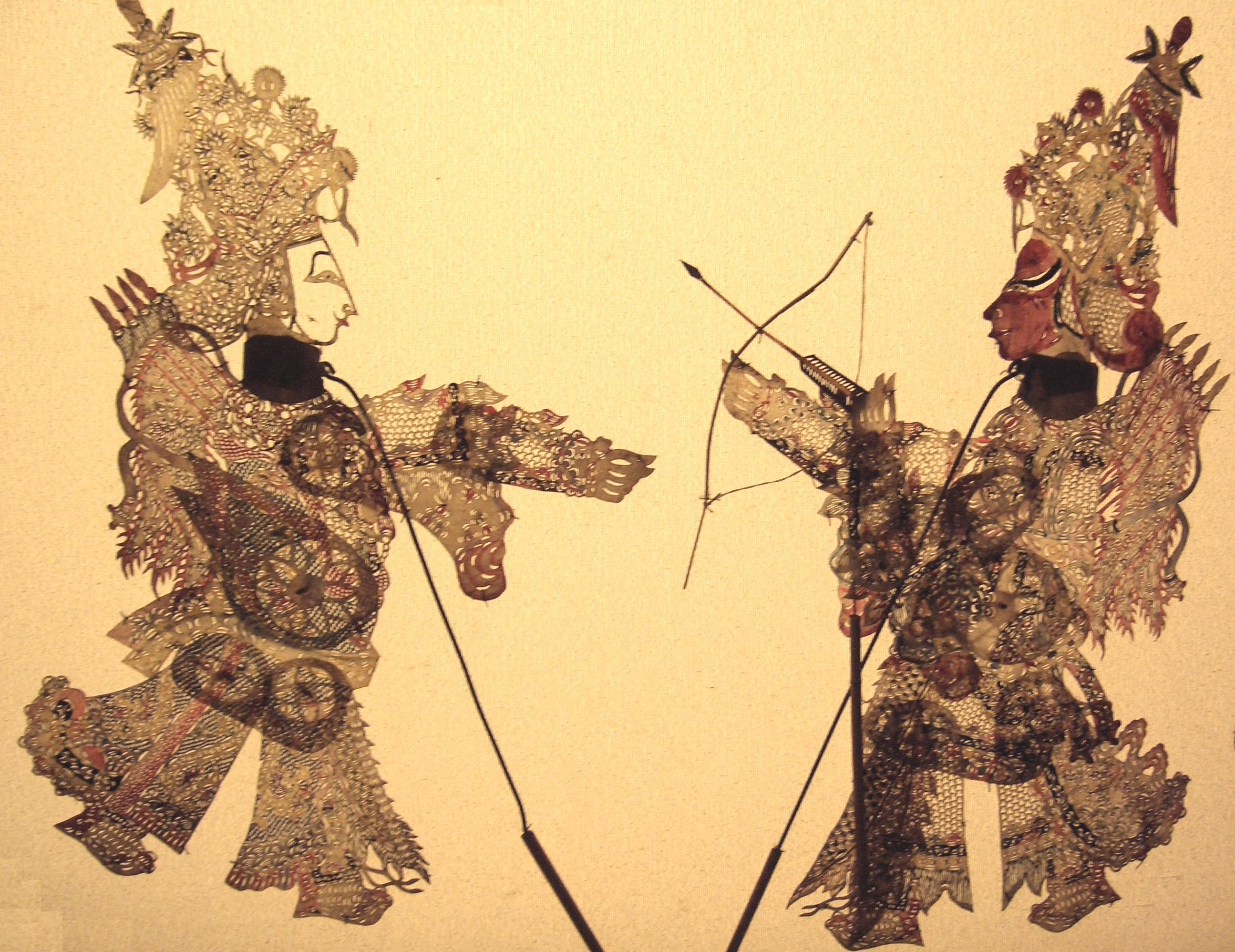
中国の影絵
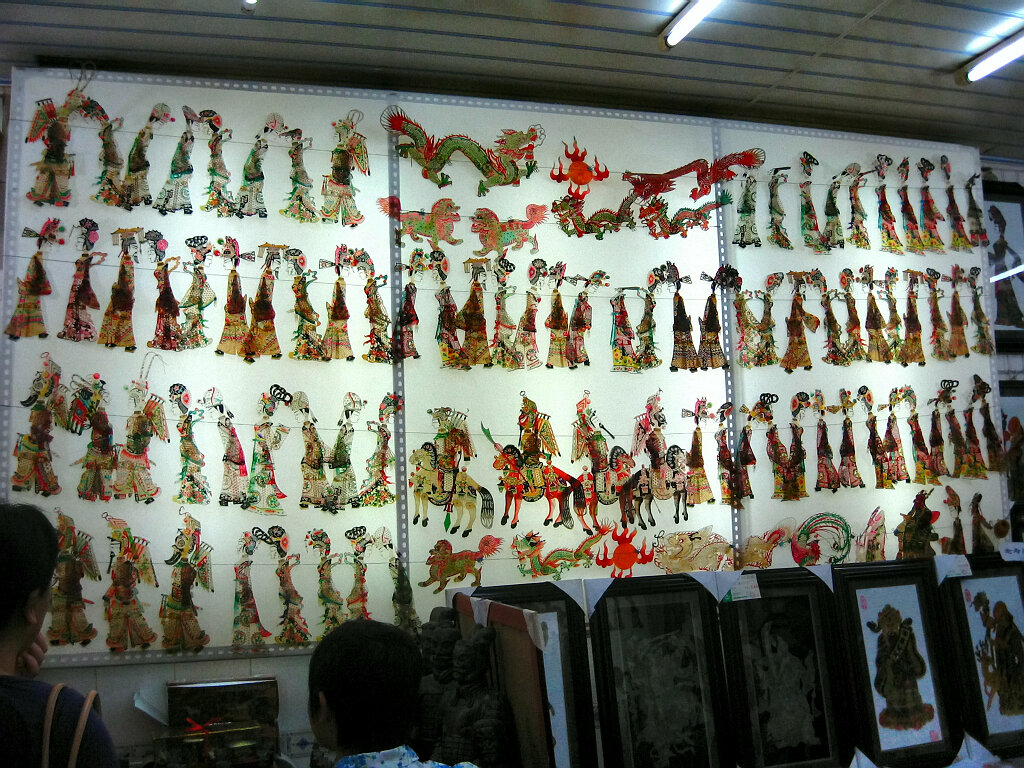
中国・西安の影絵人形販売店
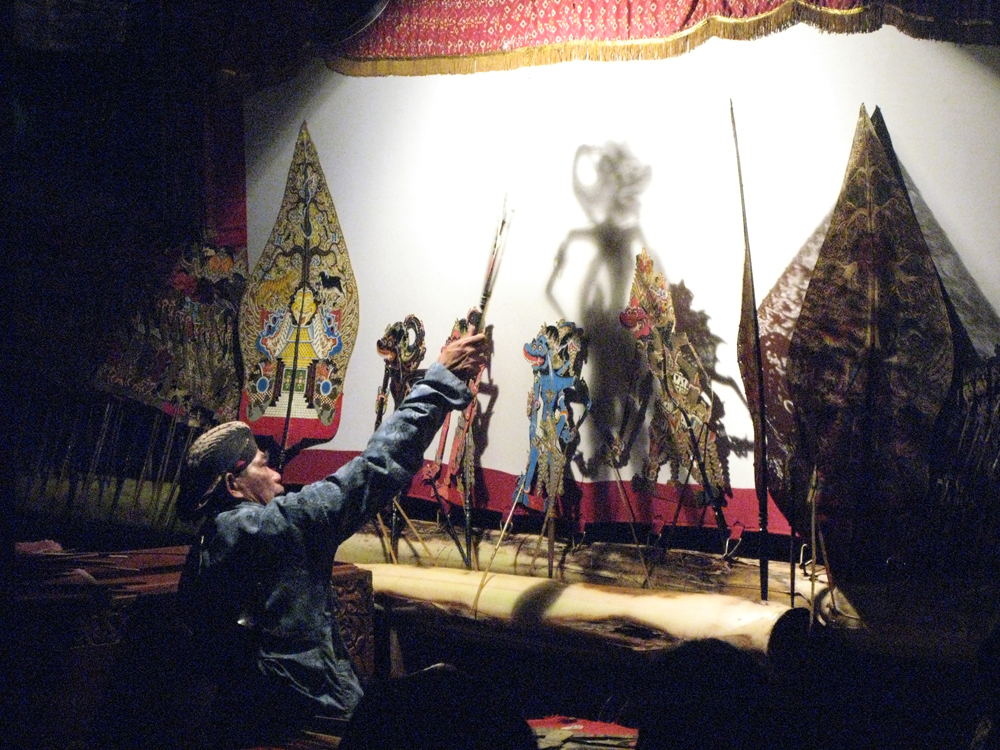
インドネシア・ヨグヤカルタYogyakartaのワヤン・クリッWayang Kulit
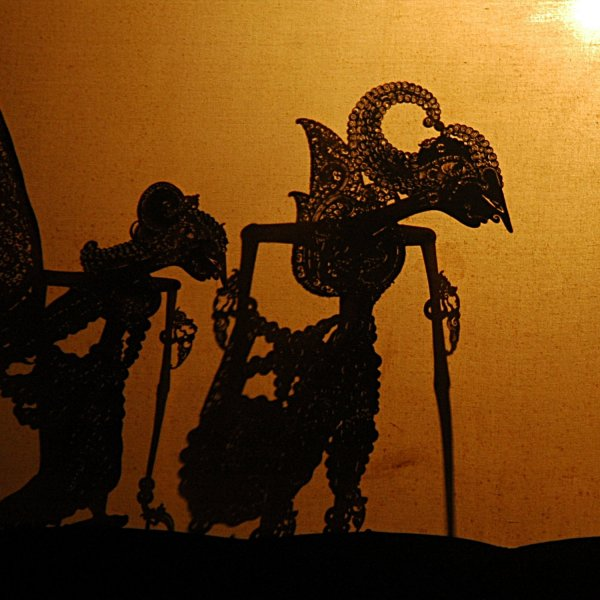
ワヤン・クリッWayang kulitの上演風景
- マレーシアの影絵芝居（ビデオ）
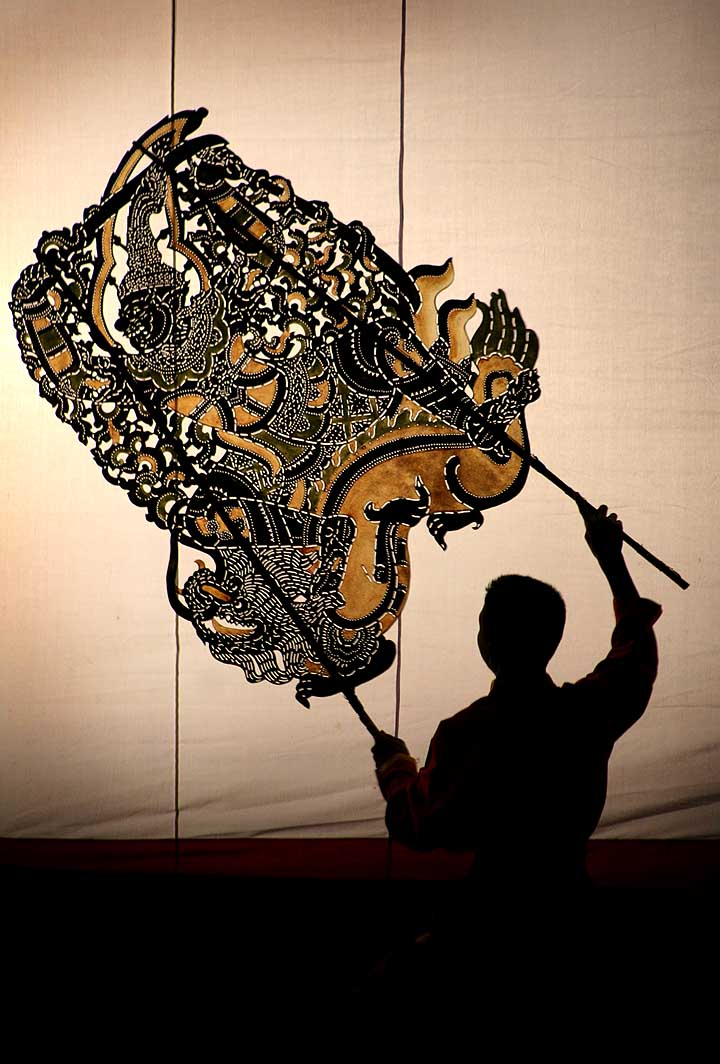
タイの影絵芝居ナン・ヤイ(タイ語：หนังใหญ่ , Nang yai)
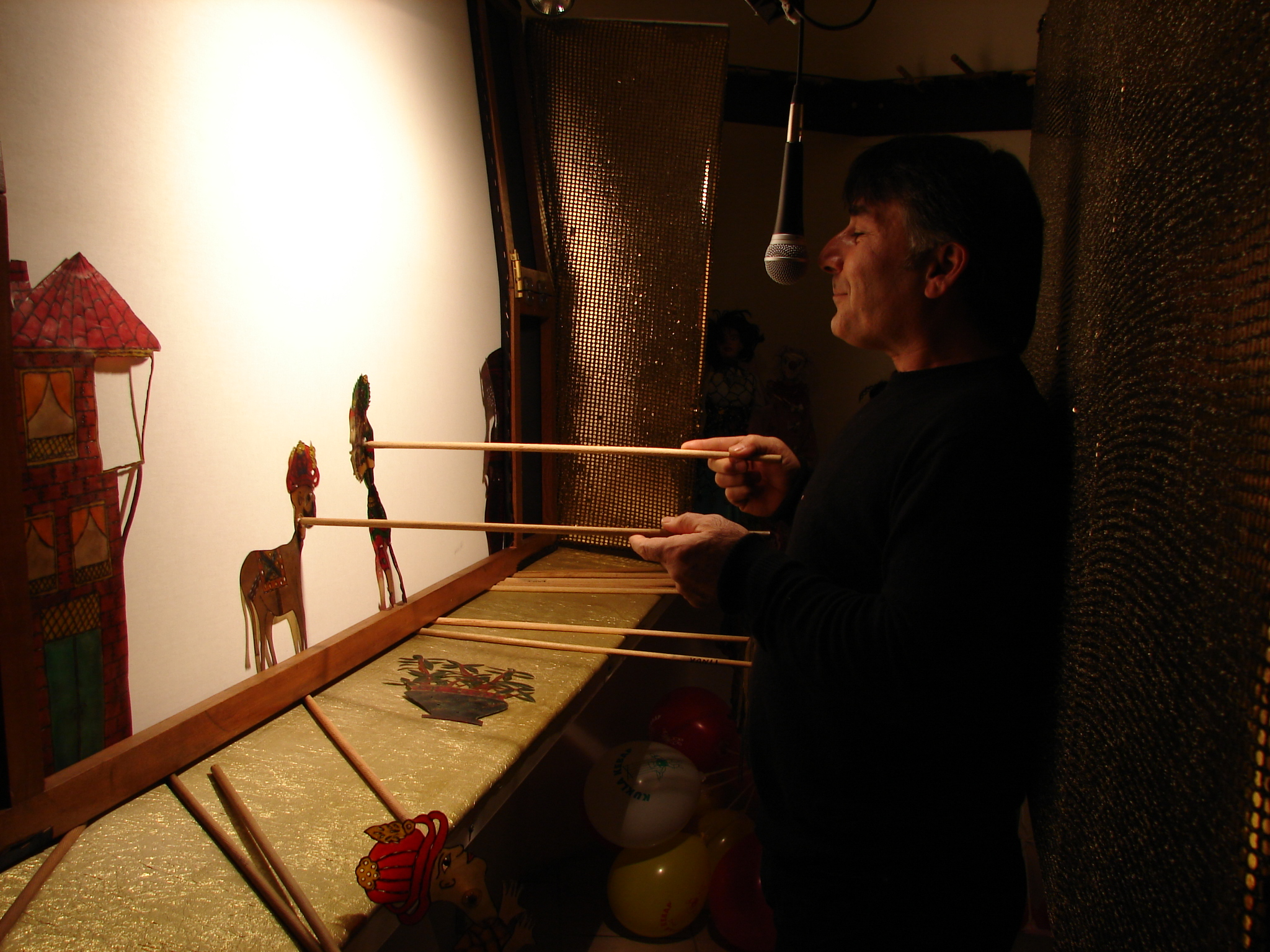
トルコの影絵芝居カラギョズの舞台裏
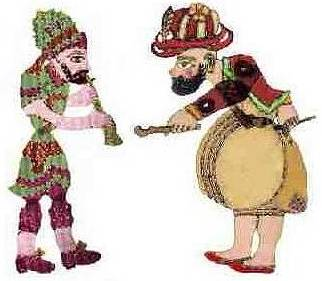
カラギョズの登場人物：カラギョズとハジワットの影絵人形
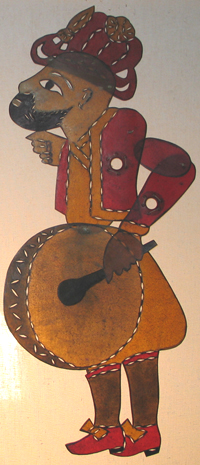
トルコ・イスタンブールのカラギョズ。手に太鼓ダウルdavulを持っている
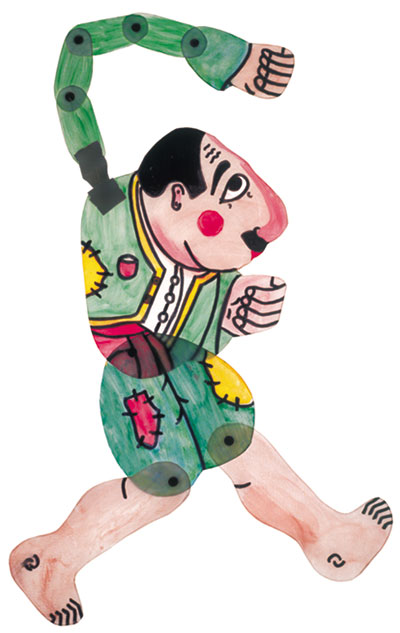
ギリシアのカラギオジスΚαραγκιόζης（トルコのカラギョズに由来）の影絵人形
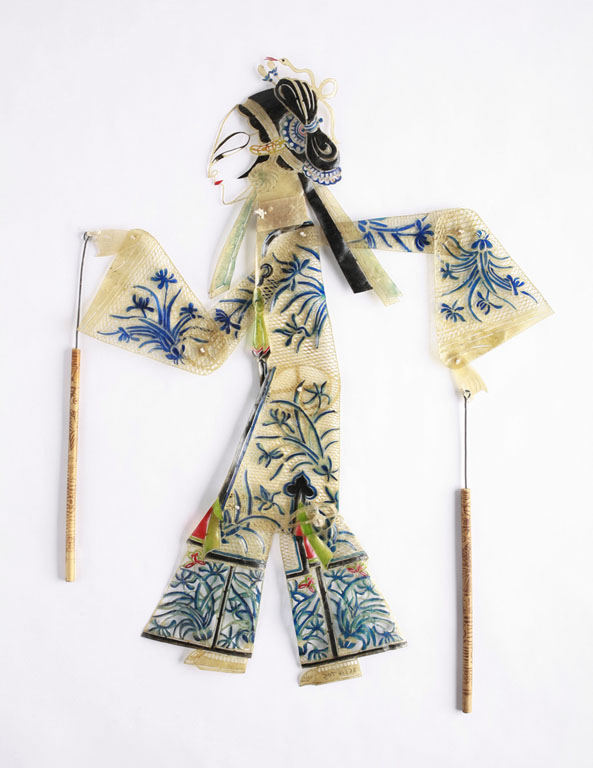
中国の漢民族から海呂の影の操り人形。 20世紀。インディアナポリス子供博物館のコレクションである。